# Тахти (стадион, Тегеран)
Стадион Тахти (перс. ورزشگاه تختی‎) — многофункциональный стадион, расположенный в восточном Тегеране (Иран). Он используется преимущественно для проведения футбольных матчей. Арена вмещает 30 122 человека и была открыта в 1973 году. В 2000-е годы стадион Тахти подвергся изменениям: появилось новое травяное поле и сидячие места. Он служит домашней ареной для клуба Про-лиги «Сайпа». Стадион назван в честь Голамрезы Тахти, одного из самых известных иранских борцов.

## История
Тахти является пятым большим стадионом, построенным в восточном Тегеране. Он был возведён для летних Азиатских игр 1974 года, будучи частью спортивного комплекса Тахти. Строительство стадиона началось в июне 1968 года, его проект разрабатывал ирано-итальянский архитектор Джахангир Дарвиш. Арена была открыта 3 июня 1973 года и получила название Фарах, в честь Фарах Пехлеви, тогдашней шахбану (императрицы) Ирана. Спустя почти два года после открытия Мюнхенского Олимпийского стадиона в 1968 году для проведения Летних Олимпийских игр 1972 года Международный журнал скелетов Baucn und wohncn paper wrapping опубликовал статью о стадионе Тахти и назвал стадион одним из самых современных стадионов в мире. Спортивный комплекс Тахти в настоящее время является вторым лучшим в Тегеране после спортивного комплекса Азади.

## События
Стадион Тахти использовался во время летних Азиатских игр 1974 года в качестве запасной площадки. Он также принимал у себя все матчи (кроме финала) чемпионата Федерации футбола Западной Азии 2008 года, победителем которого стала сборная Ирана. Исламские игры солидарности 2010 должны были пройти на Тахти, но были в итоге отменены.
Финальный матч Кубка Ирана в сезоне 2014/2015 прошёл 1 июня 2015 года на стадионе Тахти, в котором «Зоб Ахан» победил «Нафт Тегеран».